# 潘朵拉 (小說)
《潘朵拉》（英語：Pandora）是美國作家安·萊絲的系列小說「吸血新紀事」第一部，於1998年3月2日出版。潘朵拉這個角色於「吸血鬼紀事」系列裡已經出現過，她曾是馬瑞斯的伴侶，並與他一起生活了兩百多年。

## 內容概述
潘朵拉原名莉迪亞 (Lydia)，出生於公元前15年的羅馬帝國時代，父親是羅馬元老院成員。她身材高挑，有一頭如漣漪般蕩漾的褐髮和金棕色的眼睛。如同當時所有的古羅馬貴族女子，潘朵拉自幼就學習閱讀與寫作，她精通史詩，特別是奧維德的作品。第一次見到馬瑞斯時，潘朵拉只有10歲，馬瑞斯25歲，他向她求婚，但被潘朵拉的父親拒絕。五年後，她在一個慶典上與馬瑞斯再次相逢。馬瑞斯懇求她的父親讓潘朵拉嫁給他，但被再次拒絕。
潘朵拉的父親在元老院中地位顯赫，但當新皇登基時，她的兄弟背叛了家族，以至慘遭滅門，唯獨潘朵拉和她的叛徒兄弟僥倖存活。自那時起，她便改名潘朵拉，並被她父親的一位密友帶到安提阿。她在那裡再遇馬瑞斯，距離他們上一次相見已過二十年。她有所不知的是，如今的馬瑞斯已經是一名吸血鬼。
潘朵拉最終發現了馬瑞斯的祕密，並悉知他守護着眞祖吸血鬼亞加莎和安基爾。一個名叫艾喀巴 (Akabar) 的吸血鬼試圖盜取亞加莎具有強大魔力的古老血液，馬瑞斯和潘朵拉決定聯手阻止他。艾喀巴襲擊了潘朵拉並幾乎吸乾她的血，只留一絲氣息讓她在生死間徘徊。因為艾喀巴知道馬瑞斯深愛潘朵拉，決定以此迫使馬瑞斯同意他面見亞加莎。為了挽救潘朵拉，馬瑞斯被迫同意艾喀巴接近亞加莎，並將潘朵拉轉化為吸血鬼。但艾喀巴的企圖引起了亞加莎的不滿，在他見到亞加莎之後被其毀滅。
此後，馬瑞斯和潘朵拉便結成正式伴侶，一起守護眞祖吸血鬼。於永生者而言，時光容易過，轉眼間兩百年歲月匆匆流逝，這對伴侶在一次爭吵之後分開了。再次相見於德勒斯登，已是一千五百年以後的17世紀，那時的潘朵拉已經有了一位新的伴侶。他們最後一次相遇是在1985年，當一衆吸血鬼聚集在瑪赫特的住宅制定反對天譴之后亞加莎的計劃時。

## 電影出場
根據《天譴者的女王》改編的電影於2002年上映，潘朵拉在此片中由澳洲女演員克勞蒂亞·布萊克飾演。

## 反響
美國CNN的凱倫·奧絲汀認為這本小說「總的來說，是部成熟的作品。符合一部小說的基本要求，有人物有情節，雖然人事設定還可以更豐滿一些。」在以5為滿分的亞馬遜網站上，小說獲得3.9分的評級。